# Renealmia jamaicensis
Renealmia jamaicensis là một loài thực vật có hoa trong họ Gừng. Loài này được (Gaertn.) Horan. miêu tả khoa học đầu tiên năm 1862.